# Trybunał inkwizycji w Gubbio
Trybunał inkwizycji w Gubbio – sąd inkwizycyjny z siedzibą w Gubbio w Państwie Kościelnym, działający w latach 1631–1860 (z krótką przerwą 1808–1815), należący do struktur inkwizycji rzymskiej. Był kierowany przez dominikanów.

## Historia
Trybunał w Gubbio został utworzony w 1631 przez papieża Urbana VIII, w następstwie aneksji przez Państwo Kościelne księstwa Urbino, dotąd nieobjętego jurysdykcją inkwizycji. Pierwszym inkwizytorem został dominikanin Vincenzo Maria Cimarelli.
Niewiele wiadomo o funkcjonowaniu trybunału inkwizycji w Gubbio. Skąpo zachowana dokumentacja informuje o istniejących w tym okręgu napięciach związanych z przywilejami podatkowymi urzędników inkwizycji. W XVIII wieku trybunał ten zaliczany był w zakonie dominikańskim do trybunałów trzeciej (najniższej) klasy. 
W wyniku inwazji napoleońskiej Francji na Państwo Kościelne w 1808 trybunał w Gubbio na kilka lat uległ faktycznej likwidacji. Konwent dominikanów w Gubbio został rozwiązany na mocy dekretu Napoleona jako króla Włoch z 25 kwietnia 1810. Jednak po odnowieniu Państwa Kościelnego w 1815 działalność inkwizycji w Gubbio została wznowiona i trwała aż do aneksji przez Królestwo Sardynii w 1860. Władze sardyńskie zniosły inkwizycję na mocy dekretu z 27 września 1860.

## Organizacja
Na czele trybunału stał inkwizytor wywodzący się z lombardzkiej prowincji zakonu dominikanów. Jego jurysdykcji podlegały diecezje Gubbio, S. Angelo in Vado, Cagli, Fossombrone i Urbino.

## Inkwizytorzy Gubbio (od 1631)
Lista inkwizytorów Gubbio znana jest jedynie częściowo. Wynika to z faktu, że podstawowym źródłem dla rekonstrukcji tej listy jest katalog sporządzony w 1729–1734 przez dominikańskiego historyka Domenico Francesco Muzio. Nie było natomiast żadnego historyka, który kontynuowałby tę listę do rozwiązania trybunału w 1860, stąd dane zwłaszcza dla XIX wieku są niepełne i wyrywkowe.
- Vincenzo Maria Cimarelli OP (1631–1639)
- Michele Camula di Alessandria OP (1639–1657)
- Pio Gamundi da Bosco Marengo OP (1657–1661)
- Giovanni Tommaso Visconti da Parma OP (1661–1664)
- Giacinto Maria Granara da Genova OP (1664–1665)
- Ludovico Pezzani OP (1665–1667)
- Tommaso Borelli da Diano OP (1667–1668)
- Serafino Leoni da Faenza OP (1668–1670)
- Tommaso Menghini da Albacina OP (1670–1671)
- Michelangelo Graziani da Cotignola OP (1671–1672)
- Vincenzo Salici da Brescia OP (1672–1675)
- Agostino Della Torre da Ripalta OP (1675–1677)
- Domenico Francesco Peregrini da Como OP (1677–1681)
- Andrea Rovetta da Brescia OP (1681–1685)
- Vincenzo Ubaldini da Fano OP (1685–1688)
- Amantio Della Porta da Como OP (1688–1695)
- Vincenzo Maria Ferrero da Nizza OP (1695–1697)
- Pio Grassi da Strevio OP (1697–1698)
- Giuseppe Maria Berti da Dulcedo OP (1698–1701)
- Ermete Giacinto Visconti da Milano OP (1701–1705)
- Carlo Francesco Corradi OP (1705–1708)
- Giovanni Agostino Ricci da Savona OP (1708–1709)
- Giacomo Zucchini da Faenza OP (1709–1710)
- Giovanni Filippo Monti da Fermo OP (1710–1711)
- Giuseppe Maria Galli da Como OP (1711–1712)
- Andrea Reale da Forlì OP (1712–1714)
- Gioacchino Maria Mazzani OP (1714–1718)
- Pio Silvestri da Milano OP (1719–1721)
- Giovanni Domenico Liboni da Ferrara OP (1721–1725)
- Giacinto Maria Ascensi da San Romolo OP (1725–1728)
- Vincenzo Martini OP (1728–1733)
- Giacinto Maria Longhi OP (1733–1737)
- Girolamo Giacinto Maria Medolago da Bergamo OP (1737–1739)
- Giacinto Tommaso Baroni da Diano OP (1739–1742)
- Marcolino Squarcioni OP (1742-1744)
- Hijacint Marija Milković OP (1744–1745)
- Girolamo Taffelli da Verona OP (1745-1755)
- Carlo Giacinto Angeli da Trento OP (1755-1759)
- Pietro Antonio Bosio da Pietra OP (1759-1762)
- Pietro Paolo Salvatori da Fermo OP (1762)
- Domenico Lorenzo Bottini da Genova OP (1762-1763)
- Raimondo Maria Migliavacca da Milano OP (1763-1765)
- Pietro Martire Rossi da Cremona OP (1765?-1778)
- Tommaso Francesco Roncalli da Verona OP (1778-1788)[1]
- Vincenzo Maria Masetti da Fano OP (1788-1789)
- Giuseppe Scotti da Savona OP (1789-1795)
- Stefano del Monte da Imola OP (1795-1796)
- Carlo Giuseppe Rafagli da Lodi (1796-?)
- Gugliemo Cordella da Fermo (1801?–1806)
- Giacinto Fassini OP (1806–1808)
- Tommaso Ancarani OP (1815–1818)
- Domenico Gioacchino Tosi OP (1818–1824)
- Domenico Giuseppe Arrigo OP (1824–1826)
- Tommaso Domenico Piazza OP (1826–1830?)
- Giuseppe Tenderini OP (1830–1839?)
- Vincenzo Sanguineti OP (1840?–1860)